# G5 (Universitäten)

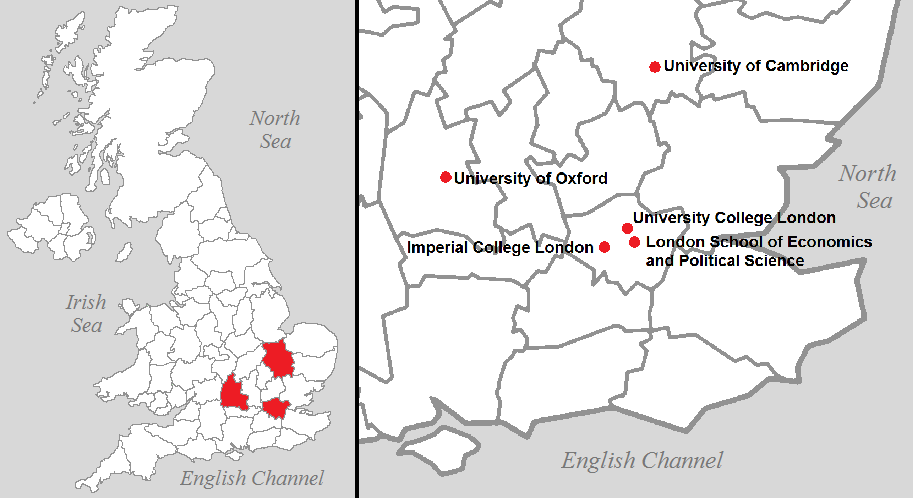
Lage der G5 Universitäten

Bei den G5 handelt es sich um eine Gruppe von fünf öffentlichen Universitäten aus England, die Anfang 2004 gegründet wurde.
Die Gruppe besteht aus dem Imperial College London, der London School of Economics and Political Science, der University of Cambridge, der University of Oxford und dem University College London.
Die Mitglieder der G5 haben sich ursprünglich zusammengeschlossen, um gemeinsam extra Mittel aus dem von der Regierung im Rahmen des „Summer spending review“ zur Verfügung gestellten Geldes zu erhalten. Das Ziel war sicherzustellen, mehr Geld als die 3.000 £ Obergrenze für Studiengebühren zu erhalten, die 2006 in England eingeführt werden sollte, um die kompletten Kosten der heimischen und europäischen Studenten zu decken. Dies führte zu einer Stellungnahme der Universitäten, in der sie deutlich machten, keine „günstigen Kurse“ anzubieten. Außerdem müssten sie die Anzahl der Studenten aus Großbritannien reduzieren, sollte es kein zusätzliches Geld geben. Die Gruppe selbst bezeichnet sich als „G5“. Der Name tauchte das erste Mal in der Times Higher Education im Februar 2004 auf.